# Igreja Presbiteriana da Graça da Nova Zelândia
A Igreja Presbiteriana da Graça da Nova Zelândia - IPGNZ (em inglês Grace Presbyterian Church of New Zealand) é uma denominação presbiteriana e reformada na Nova Zelândia. Foi formada em 2003, por um grupo de 7 igrejas que se separam da Igreja Presbiteriana de Aotearoa Nova Zelândia.
A partir disto, novas igrejas foram plantadas e outras se juntaram a denominação. Em 2024, a IPGNZ já era formada por 25 igrejas, espalhadas por todo o país.

## História
O Presbiterianismo chegou à Nova Zelândia a partir da migração e trabalho missionário das Ilhas Britânicas do Século XIX.
Em 1901 foi formada a Igreja Presbiteriana de Aotearoa Nova Zelândia (IPANZ)  a partir da união dos sínodos presbiterianos do país.
Todavia, a IPANZ tornou-se cada vez maia tolerante a Teologia Liberal ao decorrer do Século XX. Em 1953, dezenas de igrejas se desligaram da denominação e formaram as Igrejas Reformadas da Nova Zelândia. Em 1960, o mesmo ocorreu, levando a formação da Igreja Presbiteriana Ortodoxa da Nova Zelândia (IPONZ).
Em 2003, a IPANZ votou para permitir a ordenação de ministros que tivessem relações sexuais fora do casamento, o que incluia ministros em relacionamentos entre pessoas do mesmo sexo (naquele ano o casamento entre pessoas do mesmo sexo ainda não era permitido no país).
Sendo assim, no mesmo ano, um grupo de igrejas presbiterianas se separou da IPANZ e, juntamente com as igrejas que anteriormente formavam a IPONZ, formaram a Igreja da Presbiteriana da Graça na Nova Zelândia.
Em 2004, a IPANZ reverteu sua decisão de 2003, mas os dois grupos presbiterianos não se reuniram novamente.

## Doutrina
A IPGNZ subscreve a Confissão de Fé de Westminster, se opõe a ordenação de mulheres e só considera válido o casamento entre homem e mulher. A denominação ensina que a prática homossexual é pecaminosa e se opõe ao aborto.

## Relações Intereclesiásticas
A IPGNZ é membro da Fraternidade Reformada Mundial. Possui também relacionamento de igreja-irmã com a Igreja Presbiteriana do Brasil, da qual recebe missionários.
Além disso, possui contatos ecumênicos com as Igrejas Reformadas da Nova Zelândia.